# Kościół św. Michała Archanioła w Szczurach
Kościół świętego Michała Archanioła w Szczurach – rzymskokatolicki kościół parafialny należący do parafii pod tym samym wezwaniem (dekanat Raszków diecezji kaliskiej).
Jest to świątynia wzniesiona w 1762 roku. Wybudowana została dzięki staraniom proboszcza Kazimierza Kędzierskiego i parafian. W latach 1886, 1928 i 1948 kościół był odnawiany. W 1954 i 1970 zostało wymienione pokrycie dachu. W latach 1963 – 66 świątynia została odnowiona przez Józefa Berdyszaka. W 2000 roku budowla była remontowana. W dniu 31 lipca 2002 roku kościół został okradziony z 12 figur aniołów i rzeźby ukrzyżowania Chrystusa.
Budowla jest drewniana, jednonawowa, posiada konstrukcję zrębową. Świątynia jest orientowana. Jej prezbiterium jest mniejsze w stosunku do nawy, zamknięte jest trójbocznie, z boku jest umieszczona zakrystia. Od frontu i z boku nawy znajdują się dwie kruchty. Budowlę nakrywa dach dwukalenicowy, pokryty gontem, na dachu jest umieszczona sześciokątna wieżyczka na sygnaturkę. Zwieńcza ją blaszany, cebulasty dach hełmowy i latarnia. Wnętrze nakryte jest płaskim stropem obejmującym nawę i prezbiterium. Belka tęczowa jest ozdobiona małą późnobarokową grupą pasyjną z 2 połowy XVIII wieku. Chór muzyczny jest podparty dwoma słupami. Ołtarz główny i dwa ołtarze boczne, dwa ołtarze zawieszone w nawie na ścianach bocznych, ambona i chrzcielnica (w formie klęczącego anioła) reprezentują styl rokokowy i powstały w 2 połowie XVIII wieku. Dwie barokowe kropielnice pochodzą z 1 połowy XVIII wieku.